# Sporting Clube de Portugal 1975-1976
Questa voce raccoglie le informazioni riguardanti lo Sporting Clube de Portugal nelle competizioni ufficiali della stagione 1975-1976.

## Stagione
Nella stagione 1975-1976 lo Sporting Lisbona, allenato da Juca terminò il campionato al quinto posto, mentre in coppa nazionale il cammino si fermò in semifinale per mano del Vitória Guimarães. Il cammino europeo dei Leões si interruppe ai sedicesimi di finale contro gli ungheresi del Vasas.

## Maglie e sponsor
|  | Casa |

## Rosa
| N. |                       | Ruolo | Calciatore        |
| -- | --------------------- | ----- | ----------------- |
| -  | Portogallo (bandiera) | P     | Vítor Damas       |
| -  | Portogallo (bandiera) | P     | Matos             |
| -  | Portogallo (bandiera) | D     | José Mendes       |
| -  | Brasile (bandiera)    | D     | Fernando da Costa |
| -  | Portogallo (bandiera) | D     | Augusto Inácio    |
| -  | Portogallo (bandiera) | D     | Zezinho           |
| -  | Portogallo (bandiera) | D     | Amândio Barreiras |
| -  | Portogallo (bandiera) | D     | João Laranjeira   |
| -  | Portogallo (bandiera) | C     | Vítor Gomes       |
| -  | Portogallo (bandiera) | C     | Valter Costa      |

| N. |                       | Ruolo | Calciatore       |
| -- | --------------------- | ----- | ---------------- |
| -  | Portogallo (bandiera) | C     | Rui Palhares     |
| -  | Portogallo (bandiera) | C     | Fernando Tomé    |
| -  | Portogallo (bandiera) | C     | Vítor Baltasar   |
| -  | Portogallo (bandiera) | C     | Samuel Fraguito  |
| -  | Portogallo (bandiera) | A     | Manuel Fernandes |
| -  | Portogallo (bandiera) | A     | Chico Faria      |
| -  | Portogallo (bandiera) | A     | Marinho          |
| -  | Brasile (bandiera)    | A     | Manoel Costa     |
| -  | Mozambico (bandiera)  | A     | Libânio          |

## Risultati

### Taça de Portugal
| Arbitro: | Porém Luís |

|              |           |  |
| Libânio 115’ | Marcatori |  |

| Lisbona 24 aprile 1976 Ottavi di finale                                                          | Sporting Lisbona | 5 – 0 referto | Sesimbra | Stadio José Alvalade |
| \| \| \| \| \| da Costa 33’ Baltasar 42’ Fragata 48’ (aut.) Fraguito 62’, 73’ \| Marcatori \| \| |                  |               |          |                      |
|                                                                                                  |                  |               |          |                      |
| da Costa 33’ Baltasar 42’ Fragata 48’ (aut.) Fraguito 62’, 73’                                   | Marcatori        |               |          |                      |

| Lisbona 15 maggio 1976 Quarti di finale      | Sporting Lisbona | 1 – 0 referto | Varzim | Stadio José Alvalade |
| \| \| \| \| \| Manoel 59’ \| Marcatori \| \| |                  |               |        |                      |
|                                              |                  |               |        |                      |
| Manoel 59’                                   | Marcatori        |               |        |                      |

| 6 giugno 1976 Semifinale                                             | Vitória Guimarães | 2 – 1 (d.t.s.) referto | Sporting Lisbona |  |
| \| \| \| \| \| da Costa 6’ Abreu 101’ \| Marcatori \| 87’ Libânio \| |                   |                        |                  |  |
|                                                                      |                   |                        |                  |  |
| da Costa 6’ Abreu 101’                                               | Marcatori         | 87’ Libânio            |                  |  |

### Coppa UEFA
| Arbitro: | Serafino |

|               |           |                              |
| Azzopardi 66’ | Marcatori | 36’ Marinho 89’ M. Fernandes |

| Arbitro: | Verbecke |

|                                                   |           |           |
| Baltasar 39’ da Costa 50’ M. Fernandes 84’ (rig.) | Marcatori | 42’ Fabri |

| Arbitro: | Paterson |

|                                   |           |                 |
| Kovács 63’, 79’ Váradi 86’ (rig.) | Marcatori | 69’ Chico Faria |

| Arbitro: | Racine |

|                       |           |          |
| M. Fernandes 32’, 70’ | Marcatori | 76’ Gass |

## Statistiche

### Statistiche di squadra
| Competizione     | Punti | Totale | Totale | Totale | Totale | Totale | Totale | DR  |
| Competizione     | Punti | G      | V      | N      | P      | Gf     | Gs     | DR  |
| ---------------- | ----- | ------ | ------ | ------ | ------ | ------ | ------ | --- |
| Primeira Divisão | 38    | 30     | 16     | 6      | 8      | 54     | 31     | +23 |
| Taça de Portugal | -     | 4      | 3      | 0      | 1      | 8      | 2      | +6  |
| Coppa UEFA       | -     | 4      | 3      | 0      | 1      | 8      | 6      | +2  |
| Totale           | 38    | 38     | 22     | 6      | 10     | 70     | 39     | +31 |